# Amber Yobech
Amber Sikosang Yobech (nascuda el 27 de gener de 1991) és una nedadora de Palau, especialitzada en esdeveniments de curses d'estil lliure. Als disset anys es va convertir en una de les nedadores més joves que va marcar el seu debut olímpic als Jocs Olímpics d'Estiu de 2008 a Pequín. Yobech va assolir el seu millor temps personal en 30.00 segons en els 50 m d'estil lliure femení en el carrer 3. Yobech no va passar a les semifinals, ja que es va quedar en la 71a posició d'un total de 92 participants en les preliminars.